# The Voice (sång)
The Voice är en sång som skrevs av Brendan Graham och tävlade för Republiken Irland i Eurovision Song Contest 1996. Artisten var sångstuderande Eimear Quinn. Det var den första etnolåten som vann Eurovision Song Contest. Låten var inspirerad av musiken till Riverdance och på scenen hade Eimear hjälp av musiker som spelade synth, fiol, handtrumma, mandolin och flöjt. Bidraget fick 162 poäng och Irlands fjärde seger på fem år var ett faktum.
En inspelning av Celtic Woman, med sång av Lisa Kelly, låg 2007 på albumet Celtic Woman: A New Journey.

## Listplaceringar
| Lista (1996)        | Placering |
| ------------------- | --------- |
| Belgien (Flandern)  | 9         |
| Belgien (Vallonien) | 30        |
| Nederländerna       | 21        |
| Sverige             | 31        |

### Fotnoter
1. ↑  ”Listplacering”. http://www.ultratop.be/nl/showitem.asp?interpret=Eimear+Quinn&titel=The+Voice&cat=s. Läst 28 april 2011.
2. ↑  ”Listplacering”. http://www.ultratop.be/fr/showitem.asp?interpret=Eimear+Quinn&titel=The+Voice&cat=s. Läst 28 april 2011.
3. ↑  ”Listplacering”. http://dutchcharts.nl/showitem.asp?interpret=Eimear+Quinn&titel=The+Voice&cat=s. Läst 28 april 2011.
4. ↑  ”Listplacering”. http://swedishcharts.com/showitem.asp?interpret=Eimear+Quinn&titel=The+Voice&cat=s. Läst 28 april 2011.